# بلادنبورو (کارولینای شمالی)
بلادنبورو (به انگلیسی: Bladenboro) شهری در ایالت کارولینای شمالی کشور ایالات متحده آمریکا است که جمعیت آن در سرشماری سال ۲۰۱۰ میلادی، ۱٬۷۵۰ نفر بوده‌است.